# All Things Must Pass (sång)
All Things Must Pass är en låt av George Harrison, lanserad som titelspår på trippelalbumet All Things Must Pass 1970. Harrison komponerade dock låten redan 1968 och det var först tänkt att den skulle släppas med The Beatles. Gruppen försökte sig också på att spela in den några gånger under sessionerna till det senare övergivna albumet Get Back, vilket senare släpptes som Let It Be, men ingen officiell studioversion gjordes.
Den förste att lansera en officiell version av låten blev istället Billy Preston som tog med den på sitt album Encouraging Words under titeln "All Things (Must) Pass". Harrison spelade sedan in sin egen version till sitt debutalbum, och samproducerade den med Phil Spector. På inspelningen medverkar även bland andra Eric Clapton (akustisk gitarr), Klaus Voormann (bas), och Ringo Starr (trummor).
Harrison har nämnt The Band och albumet Music from Big Pink som en inspirationskälla när han skrev låten. Texten är en resignerad reflektion över livets och naturens gång. Vissa musikkritiker har också pekat på låten som en kommentar till The Beatles upplösning.